# Сид Кампеадор
Сид Кампеадо́р (исп. El Cid Campeador), настоящее имя Родри́го Ди́ас де Вива́р (исп. Rodrigo Díaz de Vivar), также Руи Ди́ас; (род. между 1041 и 1057, Вивар, Бургос — 10 июля 1099, Валенсия) — кастильский дворянин, военный и политический деятель, национальный герой Испании, герой испанских народных преданий, поэм, романсов и драм, а также знаменитой трагедии Корнеля.

## Имя
Будущий военачальник при рождении имел имя Родриго Диас де Вивар (иначе Родриго Диас де Бивар). Позже получил прозвища «Сид» и «Кампеадор» поэтому в источниках встречаются разные варианты его именования: Сид, Кампеадор, Родриго Диас де Вивар, Родриго Диас де Бивар, Сид Кампеадор, Родриго Диас, Родриго Кампеадор, Эль Сид, «Руи или Родриго Диац».
Имя де Вивар или де Бивар исследователи (Гонсало Мартинес Диес в «Испанском биографическом словаре», Альтамира-и-Кревеа «История Испании» и другие) связывают с местом рождения Родриго — местечком Вивар (позже Вивар-дель-Сид) в 10 км от Бургоса.
Прозвище Кампеадор (исп. campeador — воитель) было получено за победу над одним наваррским рыцарем.
Прозвище Сид или эль-Сид (el Sejjid/ «Seid»/«sidi» — господин) было получено от арабов. В испанском эпосе встречается вариант «Мой Сид» («Mid Cid»).

## Предки
«История Родриго» возводит происхождение Кампеадора к некому Лаину Кальво. Лаин Кальво имел несколько сыновей, среди них Фернана Лаинеса и Бермудо Лаинеса. Фернан Лаинес — отец Лаина Фернандеса, а тот — отец Нуньо Лаинеса. Нуньо Лаинес женился на троюродной племяннице Эйле Фернандес (правнучка Бермудо Лаинеса). Их сыном был Лаин Нуньес. Сыном Лаина Нуньоса был Диего Лаинес, отец Родриго. Такая генеалогия Родриго Диаса вызывает споры исследователей. Они отмечают в ней смысловые лакуны, а также то, что названые в ней лица или не упомянуты в иных источниках или упомянуты в источниках, созданных после жизни Сида Кампеадора.
В зависимости от этого исследователи по-разному их трактуют упоминания в источниках. Так, основатель рода Лаин Кальво отождествляется с Лаином Кальво, который при Фруэле II был одним из двух кастильских судей. Гонсало Мартинес Диес отмечал, однако, что «легенда о судьях более поздняя», чем «История Родриго», и имя судьи могло быть добавлено под влиянием популярной истории.
Менендес Пидаль в книге «Сид Кампеадор» писал: «По матери он принадлежал к очень родовитой знати, занимавшей высокое положение при дворе; знатный род его отца был из самых славных, но не из княжеских, и его представители вели довольно уединенную жизнь в своём родовом гнезде», «Испанский биографический словарь» отмечал, что предки Кампеадора по отцу «не входили в число высшего дворянства Кастилии. Но семья его матери принадлежала к высшей знати».
В начале XXI века Маргарита Торре и Монтанер Фрутос на основании созвучия имён предков, указанных в «Истории Родрико», и представителей рода Флаинес, правивших графством Леон, доказывали, что Родриго принадлежал к этому роду.
| Генеалогия потомков судьи Лаина Кальво в «Истории Родриго» | Графская генеалогия                    |
| ---------------------------------------------------------- | -------------------------------------- |
| Лаин Кальво                                                |                                        |
| Фернан Лаинес                                              |                                        |
| Лаин Фернандес                                             |                                        |
| Нуньо Лаинес                                               | Муньо Флаинес (943—962) граф Леона     |
| Лаин Нуньес                                                | Флаин Муньос (- около 1000) граф Леона |
| Диего Лаинес (около 1058)                                  | Диего Флаинес (-ок. 1058)              |
| Родриго Диас                                               | Родриго Диас                           |

В отношении предков по материнской линии больше единодушия. Есть споры о том, какое именно имя носила его мать, но её именуют дочерью Родриго Альвареса. Родриго Альварес был владельцем замка Луна и имения Мормохон, Морадилльо, Селльориго и Суриель. А его брат Нуньо Альварес был владельцем Амайи и Карасо. Его подпись стоит на ряде грамот Фердинанда Кастильского

## Дата рождения
Точная дата рождения Родриго не известна. В литературе встречаются даты от 1026 до 1057 года. Рафаэль Альтамира-и-Кревеа считал несомненным рождение Сида в первой трети XI века. 1026 год указан в «Советской исторической энциклопедии». Гонсало Мартинес Диес в «Испанском биографическом словаре» писал, что Менендес Пидаль помещал рождение между 1041 и 1047 годами, а Убието Артета — между 1054 и 1057 годом. Менендес Пидаль в книге «Сид Кампеадор» годом рождения указал 1043 год, Альберто Монтанер Фрутос помещал между 1045 и 1049 годами. Большинство современных энциклопедий годом рождения указывают 1040-е.
Одной из точек определения даты рождения было описание Родриго в «Carmen Campidoctoris». В поэме указывается, что он «ещё подростком» участвовал в битве и одержал над наваррцем победу. Также исследователи пытаются рассчитать год рождения Родриго исходя из того что брак был заключён в 1076 году.

## Историческая биография

### Ранние годы
Когда Родриго Диас был молод, умер его отец. Родриго попал ко двору инфанта Санчо, сына короля Кастилии и Леона Фердинанда I, и был им воспитан. При дворе инфанта Родриго вырос и обучился военному искусству, литературе, письму, он присутствовал на заседаниях Королевской курии. Инфант Санчо посвятил Родриго Диаса в рыцари.
Первым сражением, в котором участвовал Родриго Диас, была битва при Граусе. В начале 1063 года арагонский король Рамиро, желая расширить свои земли, предпринял поход против Сарагосы и осадил крепость Граус около Барбастро. Правитель Сарагосы Ахмад I ал-Муктадир, плативший Фердинанду дань, обратился за помощью к королю Кастилии. В ходе битвы при Граусе Рамиро был убит.

### На службе короля Санчо II
В 1065 году Фердинанд I Великий умер, разделив страну между детьми. Три сына стали королями: Санчо II — в Кастилии, Альфонс VI в Леоне, Гарсия в Галисии, а дочери получили сеньории: Уракка — Самору, Эльвира — Торо. Также между сыновьями были разделены вассалы: Санчо в вассалы получил Сарагосский эмират, Альфонсо — Толедский эмират, Гарсиа — Севильский и Бадахоский эмираты.
Ряд историков считают, что Санчо II, став королём, выделил Родриго Диаса сделав его «принцепсом» всего королевского войска и дал ему чин знаменосца: «альферес» или «армигера». Менендес Пидаль писал, что «альферес был первым из всех придворных чинов… Альферес также носил перед собой королевский меч в знак того, что как заместитель короля уполномочен защищать все королевство, а также отстаивать права вдов и сирот идальго и приговаривать к казни знатных преступников». Другие (например, Бернард Рейли), ссылаясь на хартии Санчо II, утверждают, что при дворе этого кастильского короля, не было ни мажордома, ни альфереса. А источником именования Родриго Диаса альфересом называют эпическую литературу о Сиде.
В 1066 году во время войны трёх Санчо кастильское и наваррское войска встретились друг с другом. Каждая из стран считала, что ряд пограничных замков (включая расположенный на границе между Кастилией и Риохой, южной областью Наваррского королевства замок Пасуэнгос) должен принадлежать им. Желая избежать кровопролития, договорились решить судебным поединком двух рыцарей, то есть «божьим судом». Кастилию представлял альферес Родриго Диас, а Наварру — граф Химено Гарсес. Родриго Диас победил наваррского рыцаря и получил прозвище Кампеадор.
В 1067 году, желая собрать дань с вассальной Сарагосы и укрепить границы своего небольшого королевства, Санчо II пошёл походом на Ахмада I аль-Муктадира. Вероятно при осаде Сарагосы активно проявил себя Родриго Диас Кампеадор.
В 1068 году король Санчо II решил восстановить епископство Ока. В грамоте об этом восстановлении датируемой 18 марта 1068 года среди кастильских дворян подтверждающих этот документ указано имя Родриго Диаса.
После смерти в 1065 году Фердинанда Великого Санчо II Кастильский первоначально жил с братьями в мире. Но в 1067 году умерла королева-мать Санча Леонская, мирившая сыновей. И в 1068 году Санчо II начал войну против Альфонсо VI Леонского. Родриго Диас Кампеадор помог королю Санчо победить его брата Альфонсо в сражении при Льянтаде и сражении при Гальпехаре. Во второй битве Альфонс попал в плен к брату. В этих битвах Родриго был знаменосцем.
В 1071 году Санчо II подчинил и Галисию. Гарсия бежал в Севилью. Альфонс также умудрился бежать из плена и обосноваться в Толедо. Власть Санчо признала и Эльвира. 12 января 1072 года Санчо был короновал императором (кроме Кастилии в его державу входили Леон и Галисия). Но вокруг Саморы стала собираться недовольная Санчо леонская знать. Армия Санчо II осадила Самору. Родриго Диас активно проявил себя. По словам «Истории Родриго» он «в одиночку сражался с пятнадцатью противниками: семеро из них были в кольчугах; одного он убил, двух ранил и сбросил с коней, остальных заставил бежать своей отчаянной смелостью». Но 7 октября 1072 года во время осады Санчо II был убит. Родриго Диас сопроводил тело Санчо в монастырь Онья в Бургосе.

### На службе короля Альфонсо VI
После смерти короля Санчо его брат Альфонсо VI вернулся из Толедо, став королём и Леона, и Кастилии. А потом в 1072 году Альфонс отобрал Галисию у своего брата Гарсии. Легенды тринадцатого века утверждали, что Сид заставил короля Альфонсо в церкви Санта-Гадеа де Бургос поклясться в том, что он не повинен в смерти своего брата. Менендес Пидаль признавая позднее происхождения этого известия, считал что она может опираться на более древние источники. Но большинство испанских историков считают легенду поздней выдумкой. Родриго Диас не только не требовал клятвы, но и вошёл в круг приближённых Альфонса VI: «король Альфонсо принял его с честью как вассала и обращался с ним в пути с большим уважением» В 1075 году Кампеадор был судьёй на двух судебных процессах в Астурии (один между епископом и графом, а другой между группой инфансонов и самим епископом). А чуть раньше (в 1074 году) за Родриго Диаса выдали троюродную племянницу  короля донью Химену Диас.
В 1077 Альфонсо VI провозгласил себя императором всей Испании.
В 1079 году Альфонсо VI отправил в зависимые тайфы за ежегодным сбором дани два посольства. Родриго Диас с войском был направлен к эмиру Севильи Аль Мутамиду, а граф Гарсия Ордоньес эмиру Гранады Абдаллаху. Аббадиды, правившие Севильей и Зириды, правившие Гранадой враждовали и совершали набеги друг на друга. К 1079 году у эмира Севильи государство было больше. Правитель Гранады, Абдаллах привлёк в нападение на Севилью Гарсию Ордоньеса. Узнав о нападении правитель Севильи обратился к Родриго Диасу. Кампеадор послал письма нападавшим, умоляя их воздержаться от нападения из уважения к королю Альфонсо, но те продолжили наступление. В битве у замка Кабра он разбил войско эмира Гранады и Гарсии Ордоньеса. Гарсиа Ордонес, Лопе Санчес, Диего Перес и другие вельможи гранадского посольства попали в плен к Родриго. Через три дня он их отпустил. Но Родриго на правах победителя в качестве военной добычи забрал всё имущество нападавших.
В 1075 году умер зависимый от Альфонса Яхья аль-Мамун. Этот эмир правил Толедо, Валенсией и другими землями. При наследнике аль-Мамуна — Яхья аль-Кадире началась борьба между двумя группировками «мудехарами» (выступавших за мир с христианскими государствами даже через выплату дани) и «непримиримыми» или (требовавших войны с христианами). Альфонс VI пошёл на помощь аль-Кадиру, а Родриго будучи больным остался в Кастилии. Альфонс VI помог аль-Кадиру разбить «непримиримых», но их часть вторглась в Кастилию и напали на крепость Гормас у Сории. Кампеадор преследуя их вторгся в толедский эмират. Хроника «История Родриго» утверждала, что он дошёл до Толедо и захватил 7000 пленных, разоряя все окрестные земли. Часть этих земель принадлежала «непримиримым», часть «мудехарам». И последние, а также правители тайф плативших дань могли задавать вопрос «какой смысл платить если это не гарантирует им защиту». Врагами Сида эти действия были преподнесены Альфонсо VI как неосторожность или как предательство, так как, в результате этих действий спровоцированные мусульмане Толедо могли напасть и убить находившегося у них короля Альфонсо.

### Изгнанник
В 1080 году Альфонсо издал указ об изгнании Родриго Диас де Вивара. Разрывались вассально-ленные отношения. Кампеадор не лишался наследственных владений (а их у Родриго Диаса было более 80), но должен был покинуть королевство. В начале 1081 года Родриго Диас отправился в изгнание. Кампеадора сопровождала его меснада (дружина): те вассалы, которые были связаны с ним личным обетом верности, а не клятвой приносимой за получение феода — «воспитанники» (исп. criados) и родственники. Среди сопровождавших Сида разные источники называют его воспитанника Муньоса Густиоса родичей Альвара Альвареса, Альвара Аньеса, Фелеса Муньоса и Педро Бермудеса.
После изгнания Родриго Диас поехал в Барселонское графство где правили два брата Рамон Беренгер II и Беренгер Рамон II, но они отвергли его службу. Большинство исследователей не объясняют этот отказ. Менендес Пидаль, ссылаясь на поэму одного хугалара, выдвигал гипотезу, что причиной была ссора Сида и некого «племянника» Беренгера Рамон II, в ходе которой «племянник» был ранен.

### На службе эмиру Сарагосы
Из Барселоны Родриго Диас отправился в Сарагосу. Ей, а также Леридой, Тортосой и Денией правил эмир Ахмад I аль-Муктадир. Аль-Муктадир принял Кампеадора на службу, но в этом же 1081 году умер. После смерти Ахмада I аль-Муктадира его владение разделилось: старший сын Юсуф аль-Мутамид получил Сарагосу, а младший ал-Мундир — Лериду, Тортосу и Дению. Братья вскоре начали враждовать друг с другом. Ал-Мундир призвал на помощь графа Барселоны и короля Арагона. Родриго Диас служа Юсуфу аль-Мутамиду смог спасти Сарагосу от угроз как с севера, так и с юга. Сначала Родриго Диас направился к Монсону и несмотря на находившееся рядом арагонское войско склонил владельца Монсона на свою сторону и занял этот замок. Потом он взял под контроль замок Тамарит и направился к крепости Альменар. Около неё произошла битва Родриго Кампеадору и эмиру Сарагосы Юсуфу аль-Мутамиду, противостояли эмир Лериды ал-Мундир,
король Арагона Санчо I Рамирес, барселонский граф Беренгер Рамон II, отряды из графств Седанья, Урхель, Бесалу, Ампурдан, Каркассон, Руссильон. Родриго Кампеадор и Юсуф аль-Мутамид одержали победу, противник бежал, в плен попал Беренгер Рамон II. После победы аль-Мутамид оказал Родриго большие почести.
Пока Родриго Диас сражался, брат Ахмада I аль-Муктадира — Юсуф аль-Музаффара (бывший ранее эмиром Лериды) вместе с каидом Руэды восстал против племянника Юсуфа аль-Мутамида. Юсуф аль-Музаффара попросил у Альфонсо VI поддержку. Альфонсо VI направил в Руэду с войском Рамиро Наваррского (сына Гарсии Санчеса III) и кастильского дворянина Гонсало Сальвадореса. Но пока Альфонс собирал остальное войско Юсуф аль-Музаффар умер. Каид Руэды Абуль-фалак желая оправдаться перед Юсуфом аль-Мутамидом обещая принести личную клятву в крепость Руэда устроил ловушку для Альфонса. Когда 6 января 1083 года в замок вошёл авангард во главе с Рамиро Наваррским и Гонсало Сальвадоресом, то на них обрушился град камней. Альфонсо VI избежал смерти, но авангард погиб. Находясь в Туделе Родриго Диаса узнал о трагедии и поехал в Руэду. Произошло примерение Сида и короля. Альфонсо VI предложил Родрго Диасу вернуться на службу, но тот решил остаться в Сарагосе
В 1084 году Родриго Диас продолжил боевые действия против Арагона и Лериды. Сначала Кампеадор совершил из Монсона пятидневный рейд на соседние арагонские земли и разорил их. Потом напал на крепость Морелью. Так как её было непросто взять, Родриго Диас к северо-востоку от Морельи восстановил замок Олокау-дель-Рей. Обеспокоенные действиями Сида Санчо I Арагонский и ал-Мундир договорились напасть на него. 14 августа 1084 года в битве при Морелье Родриго Диас разбил арагоно-леридское войско. К нему в плен попало много пленных («История Родриго» утверждала что «пленных было более 2000») среди них: епископ Роды Рамон Долмасио, граф Санчо Санчес де Эрро и его племянник Лаин Перес, граф Нуньо из Португалии, Гудестео Гонсалес, Нуньо Суарес из Леона, Анайа Суарес из Галисии, Иньиго Санчес из Монклюса, Химено Гарсес из Буиля, братья Пепино Аснар и Гарсиа Аснар. После победы Юсуф аль-Мутамид с сыновьями и жителями у города Фуэнтес (в 22/25 км от Сарагосы) встречали Сида с ликованием. В 1085 году Юсуф аль-Мутамид умер. Родриго Диас послужил 9 месяцев его сыну Ахмаду II аль-Мустаину после чего вернулся в Кастилию.
К этому его подтолкнул ряд событий. К 1085 году Альфонсо VI был не только королём Кастилии, Леона и Галиссии и «Императором всей Испании». Этому монарху платили дань многие мусульманские правители Аль-Андалуса. В 1082 году наказывая эмира Севильи Аль-Мутамида ибн Аббада за невыплату дани войска Альфонсо дошли до мыса Тарифа. В 1084 году Альфонсо VI помог аль-Кадиру одержать победу над «непримиримыми» в Толедо, но 25 мая 1085 года Альфонс присоединил Толедо к своей державе. Аль-Кадиру в качестве компенсации была обещана Валенсия. Опираясь на Толедо одно войско пошло на Сарагосу, другое на Валенсию, где посадило на трон аль-Кадира.
Когда войско Альфонсо VI напало на тайфу Сарагоса, то в этом эмирате находился Родриго Диас. Он не перешёл на службу к Альфонсо VI, но и нет данных, что он сражался против него. Менендес Пидаль, ссылаясь на поэзию хулагаров, писал, что Сид пытался примириться с императором Альфонсо, но это не удалось.
В ответ на действия Альфонсо VI ряд эмиров призвали Альморавидов оказать им помощь. 1086 году на полуостров из Магриба вторглись войска Альморавидов, которые 23 октября 1086 года в битве при Заллаке разгромили кастильские войска. Видя это тайфы отказались платить дань. Альфонсо VI снял осаду с Сарагосы.

### Полководец Альфонсо VI
В этой ситуации Родриго Диас возвращается на службу к Альфонсо VI. В качестве вассальных владений он получает в 1086 или 1087 году от императора 7 альфорков: Дуэньяс, Ордехон, Ибия, Кампу, Игунья, Бривьеска и Ланга. После поражения при Заллаке многие войска Альфонсо VI в Испанском Леванте оказались изолированы от центра. Родриго Диас в 1087 году был направлен в Валенсию, чтобы поддержать аль Кадира, которому с севера угрожал ал-Мундир Леридский. Когда Кампеадор проходил через Сарагосу к нему присоединился Ахмад II аль-Мустаин. С одной стороны он хотел ослабить своего дядю ал-Мундира, а с другой стороны, сам желал присоединить Валенсию. Прибытие Родриго Диаса и сарагосцев привело к тому, что ал-Мундир и его каталонские наёмники сняли осаду Валенсии. Когда Ахмад II Сарагосский открыл Родриго свои планы в отношении Валенсии, тот ссылаясь на приказ Альфонсо VI отверг предложение своего бывшего сюзерена.
В 1087 Ал-Мундир Леридский смог занять Мурвьедро (сейчас Сагунто) угрожая Валенсии. Родриго Диас направился к Мурвьедро, но вскоре вынужден был изменить свои планы. Граф Барселоны Беренгер Рамон II, объединившись с Ахмадом II аль-Мустаином, направился на захват Валенсии. Беренгер Рамон II построил рядом с Валенсией замки Себолья и Лириа и начал штурм города. Прибывший к Валенсии Кампеадор смог при помощи дипломатии убедить барселонского графа снять осаду. После этого, Родриго Диас начинает именем Альфонсо VI подчинять себе соседние земли Испанского Леванта.

### Новое изгнание
В 1088 году Альфонсо VI намечая поход на Мурсию приказал Родриго Диасу присоединится к войску шедшему на помощь крепости Аледо, которую осаждали войска Альморавидов. Войско Альфонсо VI прибыло к Аледо, но войско Родриго к ним не присоединилось. «История Родриго» утверждала, что король приказал ожидать его в Виллене, Кампеадор в этом городе оставил разведчиков, а свое войско разместил в Онтиниенте. Во время перехода Альфонс сменил маршрут и через Хеллин пришёл к Аледо. Родриго Диас узнав о том, что королевское войско прошло иной дорогой бросился за ним, но отступление Альморавидов от Альдоны привело к окончанию кампании. Враги Кампеадора обвинили его в измене. Жену и детей Родриго Диаса арестовали, а имущество конфисковали. Попытки оправдаться даже при помощи «божьего суда» были неудачны. Кампеадору удалось добиться освобождения жены и детей, но он объявлялся изгнанником.
В январе 1089 году Родриго Диас напал на замок Полоп завладев казной эмира Дении. Поставив у Дении замок Ондара Родриго Диас направился к Мурвьедро. Эти действия вынудили эмира Дении, Лериды и Тортоссы ал-Мундира пойти на мир и выплачивать Кампеадору дань. Узнав о данном соглашении Аль-Кадир также стал платить Родриго дань.
Ал-Мундира вновь вступил в союз с Беренгер Рамоном II Барселонским и весной 1090 года они вновь попытались напасть на Валенсию. В битве при Теваре Родриго Диас вновь их разбил. Беренгер Рамон II снова попал в плен. Граф заплатил большой выкуп и отказался в пользу Кампеадора от своих прав на Испанский Левант.

### Князь Валенсии
В 1094 году Сид захватил Валенсию и стал её правителем. Все попытки Альморавидов отвоевать Валенсию кончились их поражениями в сражениях при Куарте (в 1094) и Байрене (в 1097).
После смерти в 1099 году Сид превратился в народного героя, воспетого в поэмах и песнях. Образ Сида (от народного арабского сиди, господин мой) наделен легендарными чертами отважного рыцаря, сочетавшего храбрость и гуманность, воевавшего как с христианскими, так и с мавританскими тиранами.
Считается, что перед очередной и последней битвой с маврами Родриго был смертельно ранен отравленной стрелой и вскоре умер. Его жена облачила тело в доспехи и усадила на коня, чтобы его армия не догадалась о смерти своего предводителя и боевой дух оставался на должном уровне.
В 1919 году останки Сида и его жены доньи Химены были захоронены в Бургосском соборе. Здесь же с 2007 года находится Тисона — меч, предположительно принадлежавший Сиду.

## Сид в культуре

### Сид в литературе
Уже XII веке появилась латинская поэма Gesta Roderici, носящая педантическую окраску и содержащая обильные отголоски античного мира. Его подвиги послужили сюжетом для «Песни о моём Сиде» («Cantar de mio Cid») — эпической поэмы, написанной на кастильском языке. В поэме прослеживается явное влияние французской «Песни о Роланде», близко к реальности отражены исторические события, и читатель ясно представляет, какой была жизнь странствующего рыцаря в припограничной полосе Испании.
К XIV веку относят поэму «Родриго», которая рассказывает о юности Сида.
Судьба Сида Кампеадора послужила основой трагедии французского драматурга Пьера Корнеля «Сид» (1636), опиравшегося на пьесу испанского писателя Гильена де Кастро «Юность Сида». На сюжет «Сида» французский композитор Жюль Массне написал оперу. Английский поэт Роберт Саути издал «Хронику о Сиде» (иное название «Хроника Сида»; 1808) — переложение испанских романсов.

### Легендарный меч Эль Сида
Тисона, или Тизона (исп. Tizona) — меч Эль Сида, национальное сокровище Испании, знаменитое по «Поэме о моём Сиде». Отнят им у мавританского короля Букара после их поединка, в котором храбрый Родриго победил Букара (в испанском эпосе). Меч, считающийся Тизоной, ныне экспонируется в Музее Бургоса. Его второй меч — Колада (исп. la colada) — менее знаменитый клинок. Добыт Сидом у графа Беренгера Рамона Братоубийцы (в испанском эпосе). Позднее был варварски переделан в тяжёлую шпагу, путём замены эфеса.

### Сид в массовой культуре
в кино:
- 1961 — Эль Сид (фильм). В роли Чарлтон Хестон
- 1984 — Руи — маленький Сид
- 2003 — Легенда о рыцаре (мультфильм, 2003) (El Cid: La leyenda)
- 2016 — Министерство времени, второй сезон, 1 серия (Tiempo de leyenda). В роли Антонио Веласкес Баутиста[исп.]
- 2020 — Эль Сид / El Cid (сериал, Испания, Amazon Studios, Zebra Producciones S.A.). В роли Хайме Лоренте

в играх:
- В игре Age of Empires II: The Conquerors есть кампания «Эль Сид» (6 миссий).
- В игре Medieval: Total War, в Валенсии находится мятежная армия во главе с Эль Сидом.
- В игре Medieval II: Total War, в Валенсии с начала игры находится мятежный полководец Эль Сид Заступник
- В аркадном космосимуляторе Freelancer доступна импульсная пушка Tizona del Cid — мощнейшее орудие данного класса в игре.
- В игре «Sid Meier’s Civilization VI» Эль Сид — один из великих полководцев.
- В Crusader Kings III Эль Сид — один из авантюристов в 1066 году. С ним также связаны внутриигровые достижения Mio Cid и Legacy of The Campeadores.

## Комментарии
1. ↑  В испанских языках  грань между звуками «б» и «в» меньше чем в русском, поэтому эта часть имени в русском языке имеет два варианта
2. ↑  Муньос / Муниос / Муньес / Нуньес / Нуньес / Нуньес / Нуньес и Лаин/Флайн
3. ↑  «Большая Российская энциклопедия»  рождение датирует между 1026 и 1043 годами; «Католическая энциклопедия» - около 1040 года; «Британника» и «Большая каталанская энциклопедия», «Универсалис» и ряд других - около 1043 года; «Испанский биографический словарь» в заглавии указывает 1048 год, в тексте склоняется к диапазону между 1048 и 1050 годами
4. ↑  Гонсало Мартинес Диес в «Испанском биографическом словаре» ставя под сомнение рождение в начале 1040-х писал «что, если бы он родился в 1043 году, было бы трудно допустить длительное одиночество до 31 года»
5. ↑  Не ясно попал Родриго после смерти отца или при его жизни. Гонсало Мартинес Диес в «Испанском биографическом словаре», обращая внимание на термины "nutriuit" или "crió", исключал отношения товарищества или равенства между Родриго и инфантом Санчо (ок 1037-1072) и считал, что они подразумевают разницу в возрасте и положении между этими людьми[27]
6. ↑  Исследователи не пришли к единому мнению когда Родриго Диас стал альферес. Они отмечают, что документов об этом событии не сохранилось. Менендес Пидаль писал, что "в Кастилии альферес, несмотря на исключительный характер его должности, обычно избирался из молодых рыцарей, и на этом посту долго не задерживались. Тем не менее Родриго Диас сохранял его в течение всей жизни Санчо" Менендес Пидаль считал, что сначала Родриго Диас стал альферес, и в этом звании участвовал в поединке где получил прозвище Кампеадор[32]. Гонсало Мартинес Диес в «Испанском биографическом словаре» ставил под сомнение то, что к моменту начала войны 1067 года против Сарагосы Родриго Диас был альфересом. Ссылаясь на "Историю Родриго" в которой написано "Родриго нес королевское знамя в битвах против Альфонсо, у Льянтадильи и Гольпехер". Но нет упоминания о участии в таком качестве в отношении Сарагосы[33]
7. ↑   Этот поединок в частности и "Война трёх Санчо" в целом в описаны в исторических источниках не XI, а XI и XIII веков[38]. Литературные памятники, например "Carmen Campidoctoris" приводят много подробностей поединка. Наваррского Рыцаря Химено Гарсеса именуют графом Лисарра и гигантом, который прославился тем, что убил в очных поединках тридцать противников". Судьёй поединка делают графа Барселоны Рамона Кабеса де Эстопа, заявляется, что" присутствовали почти все кастильские и наваррские дворяне, кроме герцога Аквитании и эмира Калатаюда". Бой начался верхом, потом рыцари спешились и применили палицы, топоры, ножи. Поединок закончился смертью Химено Гарсеса[39] Химено Гарсес известен не только историческим хроникам, его подпись как сеньора Лизаррры, Очоа, Сарезара, Санта-Марии стоит на многих дарственных хартиях с 1063 по 1084 годы[40].
8. ↑  Менендес Пидаль опираясь на весь комплекс исторических и литературных источников о Кампеадоре писал, что "королевскими войсками командовал Сид". Благодаря правильной осаде, несмотря на сильные укрепления крепость была взята. "Муктадир и городские старшины должны признать свою вассальную зависимость и поручиться, что каждый год будут платить дань"[41]. Но Бернард Рейли отмечал, что ни "История Родерико", ни "Carmen Campidoctoris" (наиболее древние источники о Сиде) не упоминают этой осады. Лишь в созданной в конце XII века "Crónica Najerense" есть сообщение о нападении кастильцев на Сарагосу. Оттуда сведения попадают в источник XIII века "Primera crónica General". Бернард Рейли отмечал, что Менендес Пидаль опирался на источник XIII века "Primera crónica General" и еврейский источник XV века[42]
9. ↑  В 1075 году Альфонс VI году перенесёт центр этой епархии в Бургос, создав епархию Бургоса
10. ↑  Наваррцы не согласились с этим решением позже создав свою ныне титулярную епархию Аука. Таким образом две современные епархии Бургос и Аука возводят свою тсторию к епископству Ока
11. ↑  Поэмы писали, что Санчо II был предательски убит рыцарем Бельидо Адольфо (или Белильдо Дольфос), в исторической литературе этот эпизод или рассматривается как поэтический вымысел или как дерзкий удар во время боя
12. ↑  В источниках её порой величают "племянницей короля Альфонсо", Химена Диас была дочерью Диего Фернандеса де Овьедо троюродного брата Альфонса VI. Диего Фернандес и Альфонс VI были правнуками Фернандо Бермудеса. Кроме того если верна "графская версия" происхождения Родрига Диаса, то он и Химена были родственниками. Он был внуком, а она правнучкой Флаина Муньоса.
13. ↑  Вассально-ленные отношения подразумевали, что та сторона которая платит дань (налоги) имеет право на защиту со стороны того кому платит